# 皇家棕榈滩 (佛罗里达州)
皇家棕榈滩（英語：Royal Palm Beach），是美国佛罗里达州下属的一座乡村。建立于1959年。面积约 为26.1平方公里（约合10.1平方英里）。根据2010年美国人口普查，该市有人口34,140人。论人口在本州排行第76。